# Dianne Feinstein
Dianne Feinstein, właśc. Dianne Goldman Berman Feinstein (ur. 22 czerwca 1933 w San Francisco, zm. 29 września 2023 w Waszyngtonie) – amerykańska polityczka, senatorka ze stanu Kalifornia w latach 1992–2023 (wybrana w 1992 wyborach uzupełniających i ponownie w 1994, 2000, 2006, 2012 i 2018), członkini Partii Demokratycznej. W latach 1978–1988 była burmistrzynią San Francisco.
Zdobyła pełną piątą kadencję w wyborach, które odbyły się 6 listopada 2018. Jej przeciwnikiem był Kevin de Léon z Partii Demokratycznej.

## Odznaczenia
- Public Service Commendation Medal (1986)[2]
- Navy Distinguished Civilian Service Award (1987)[2]
- Legia Honorowa (Francja, 1984)[2]